# グレンデール (カリフォルニア州)
座標: 北緯34度10分15秒 西経118度15分0秒 / 北緯34.17083度 西経118.25000度

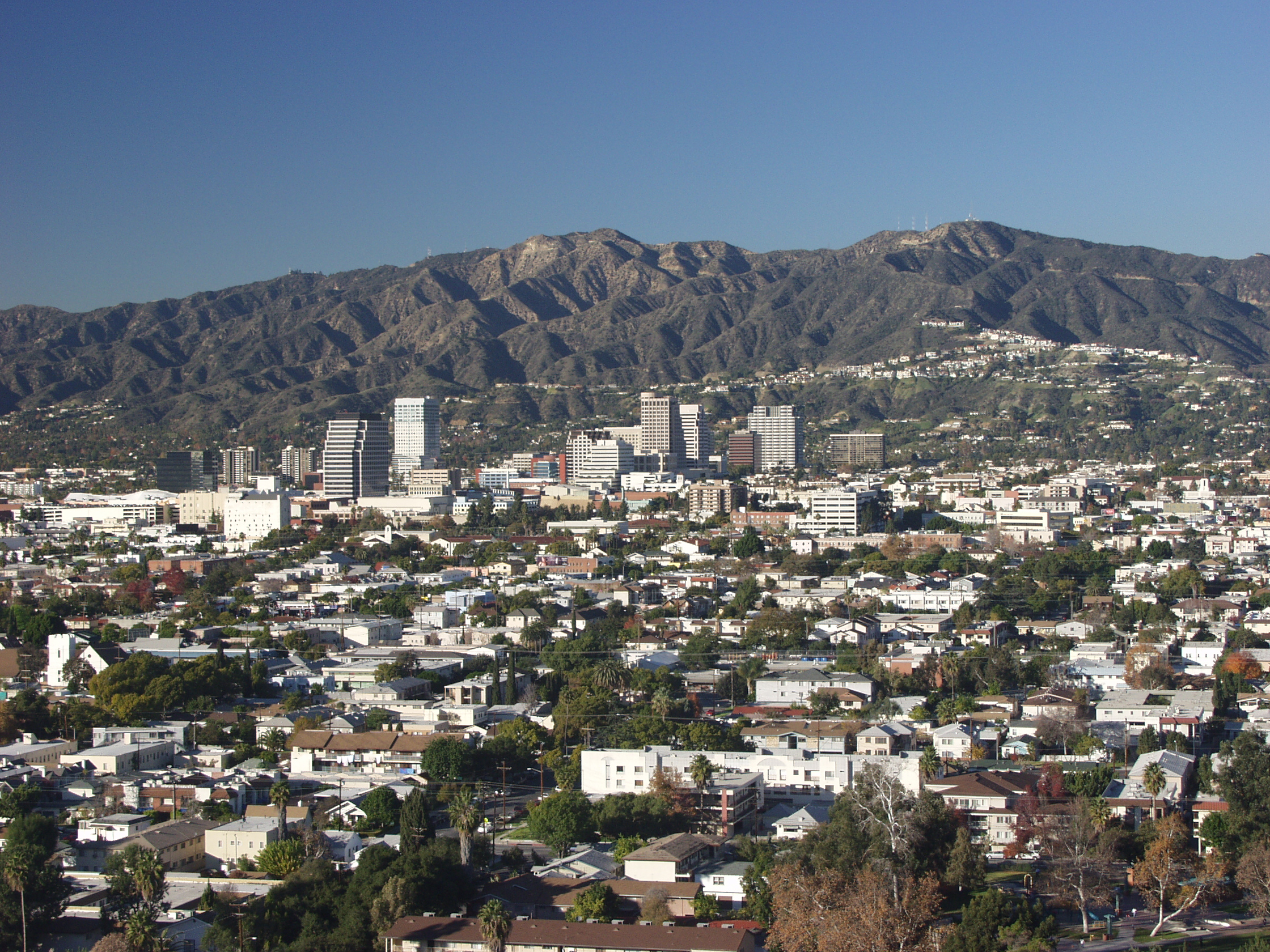
グレンデールの景観

グレンデール（Glendale）は、アメリカ合衆国カリフォルニア州南部、ロサンゼルス郡にある都市。ロサンゼルス中心部の北15キロメートルに位置している。人口は19万6543人（2020年）。ロサンゼルス郡の都市としては、ロサンゼルス、ロングビーチに次いで3番目に人口が多い。
アメリカ合衆国の航空の黎明期においては、グレンデールはチャールズ・リンドバーグら著名な飛行家が多数利用したグランド・セントラル空港を有し、アメリカ西海岸における航空の拠点となっていた。グランド・セントラル空港は1950年代に閉鎖したが、1970年代以降、グレンデールにロサンゼルスのフリーウェイ網が延伸されると、市は急速に発展していった。
スイスの多国籍食品会社ネスレはグレンデールに米国本部を置いている。また、アイホップはグレンデールに本社を置いている。

## 歴史

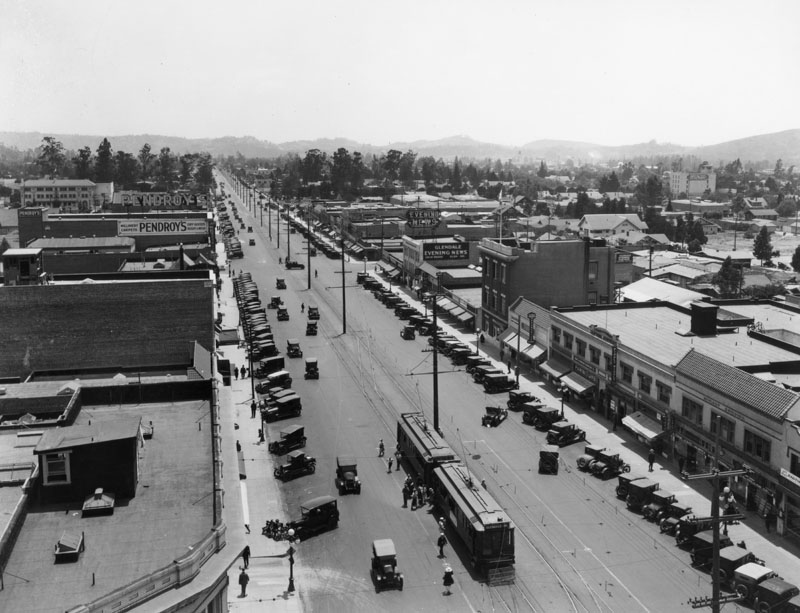
グレンデール（1915年）

グレンデールを含む現在のロサンゼルス都市圏一帯は、ヨーロッパ人の入植以前はアメリカ先住民のトンバ族が住む土地であった。バハ・カリフォルニア半島から進軍したスペイン軍の伍長ホゼ・マリア・バーデュゴは、1784年からサン・ラファエル牧場と呼ばれたこの地で農業を始め、1798年に正式にこの地を与えられた。ホゼ・マリア・バーデュゴの孫にあたるテオドロ・バーデュゴは、1860年にグレンデールで最も古い建物となる「バーデュゴ・アドビ」という建物を建てた。この建物が建てられた地は、「平和のオーク」と呼ばれる、1847年に合衆国陸軍中佐ジョン・C・フレモントがカリフォルニア反乱軍の将軍アンドレ・ピコを降伏させ、カリフォルニアにおける米墨戦争を終結させた地であった。やがて、バーデュゴの子孫たちは牧場を小分けにして売却した。その土地のうちのいくつかには、アットウォーター・ビレッジ、イーグル・ロック、ハイランド・パークなど、現在のロサンゼルス市内のコミュニティが形成されていった。
1884年、住民はこの地に集結して町を創り、グレンデールという名をつけた。その3年後、1887年には南西部の住民がトロピコという町を創設した。グレンデールは1906年に正式な市となり、その12年後、1918年にトロピコを合併した。

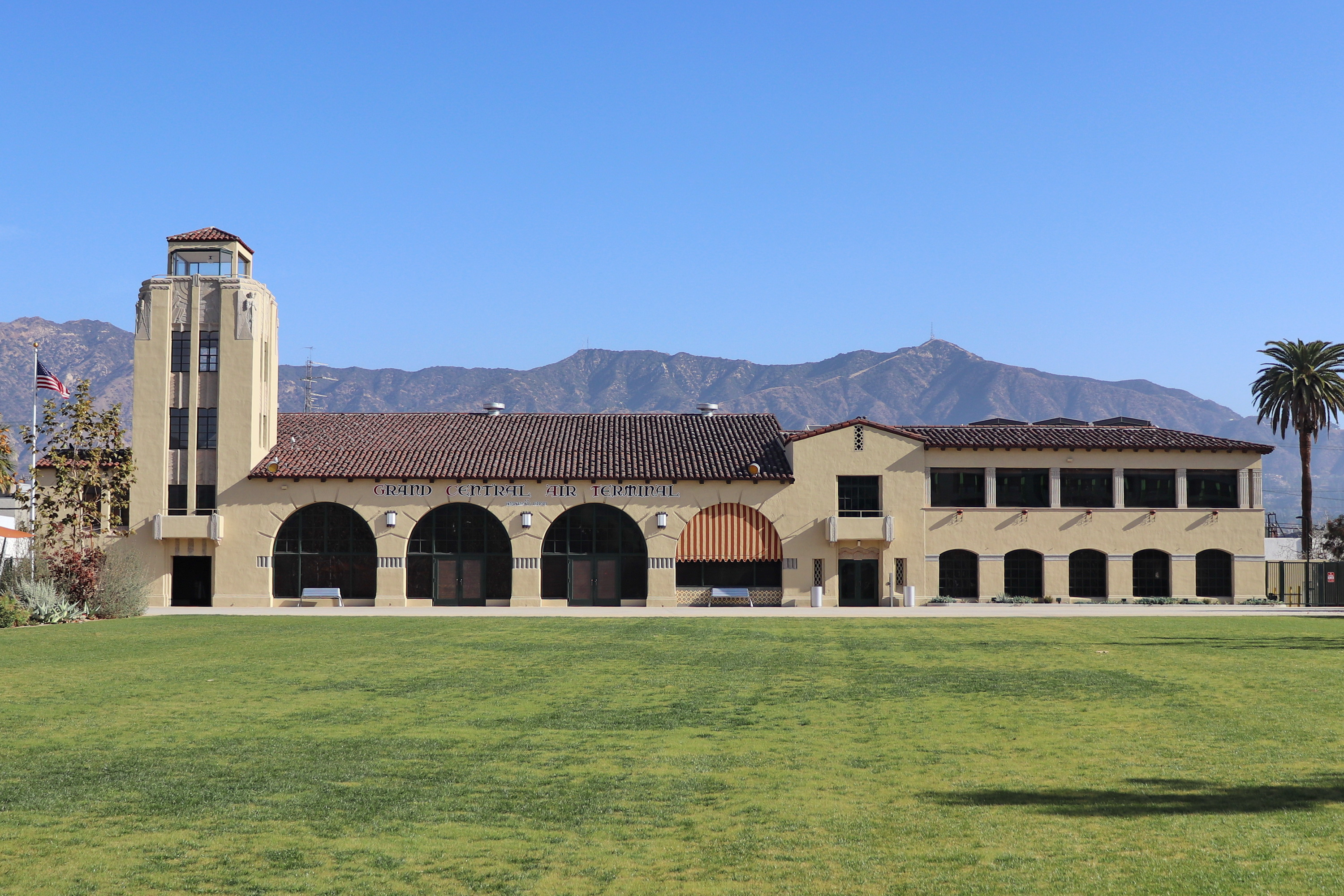
グランド・セントラル空港ターミナル

初期のグレンデールの経済発展に尽力したのは資産家レズリー・コームズ・ブランドであった、ブランドは1904年、この地にエル・ミラデロ（El Miradero）と呼ばれる、スペイン式・ムーア式・インド式の特徴を併せ持った建築様式の屋敷を建てた。ブランドはヘンリー・ハンティントンと協働し、この地にパシフィック電鉄を開通させた。ブランドは航空にも興味を示し、1919年には自家用の航空機を建造し、自らの屋敷の敷地内に飛行場を造った。死後は、ブランドはその遺書により、庭園は市営ブランド公園として、また豪邸はブランド図書館として一般に公開させた。今日でも、ブランドの名は市のメインとなる通りの1つ、ブランド・ボールバードとしてグレンデールの街に残っている。
1917年には、市の南に当時としては画期的な公園型の墓地、フォレスト・ローン・メモリアル・パークが設置された。1920年には内分泌学者で実業家でもあったヘンリー・ハロウワーがグレンデールに診療所を開業した。1923年にはグランド・セントラル空港が開港した。この空港は、アメリカ合衆国の航空の黎明期において、アメリカ西海岸の空の玄関口として機能した。チャールズ・リンドバーグはトランスコンチネンタル航空（後のトランス・ワールド航空）のパイロットとして、この空港から大陸横断定期便を発着させていた。また、この空港は、アメリア・イアハート、ウィリー・ポスト、ローラ・インガルスといった著名な飛行家が数多く利用していた。しかし第二次世界大戦が開戦すると、空港は政府に接収され、ロサンゼルス防衛のための基地に転用された。終戦後、空港は返還されたが、1959年に閉鎖され、その後はグランド・セントラル・ビジネス・パークへと転用された。このグランド・セントラル・ビジネス・パークには、ウォルト・ディズニー・カンパニーが大規模な事業所を構えており、イマジニアリング部門の本部を置き、ターミナルビルを所有している。

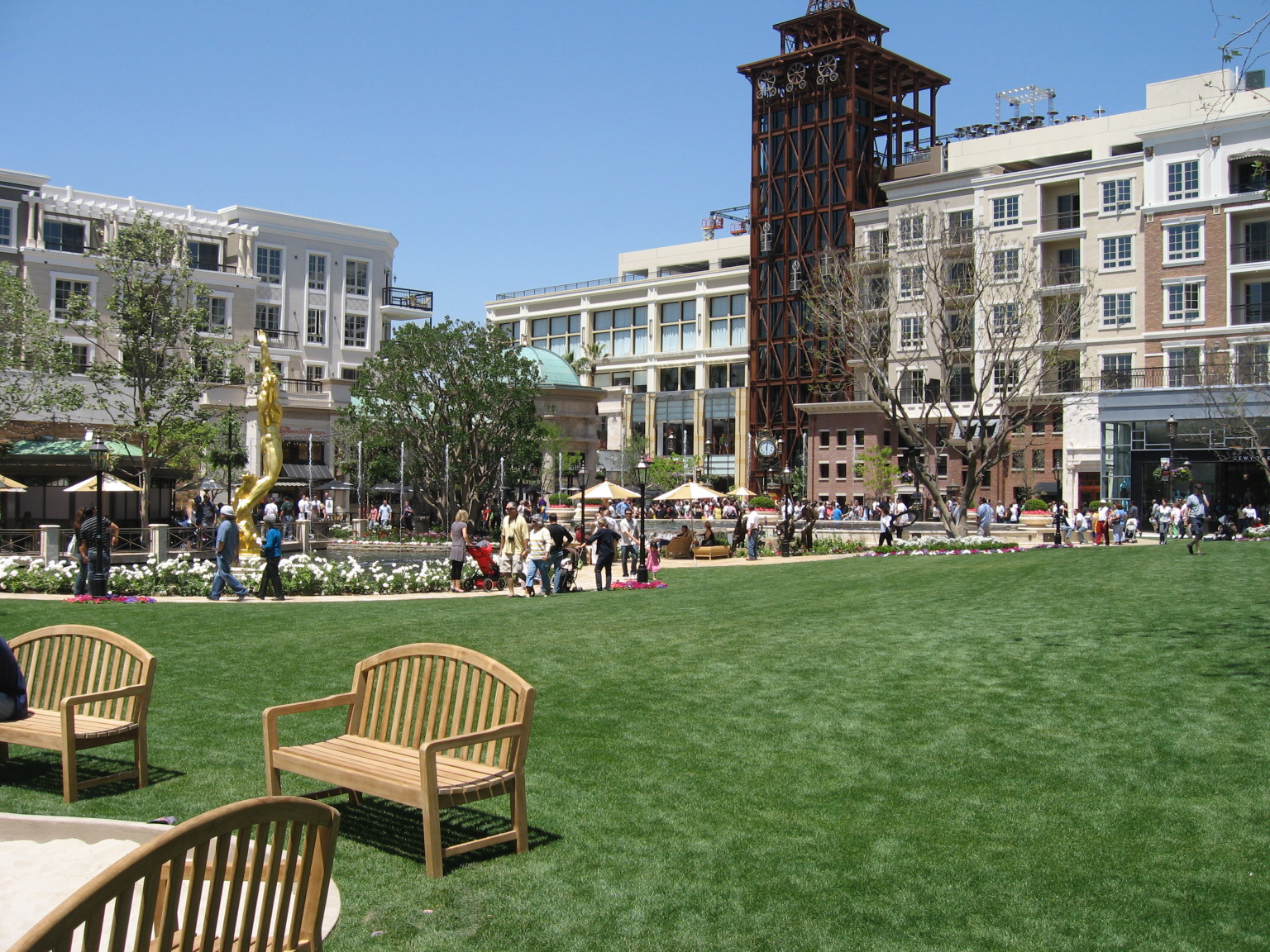
アメリカーナ・アット・ブランド

1970年代に入ると、グレンデールは急速に発展を遂げていった。ロサンゼルスのハイウェイ網はグレンデールにも延伸され、グレンデール・フリーウェイ（カリフォルニア州道2号線）、およびベンチュラ・ハイウェイ（カリフォルニア州道134号線）の2本のフリーウェイが開通した。グレンデール中央図書館もこの頃に完成した。ブランド・ボールバードは再開発され、1925年に建てられたアレックス・シアターが改装されたほか、1976年にはグレンデール・ガレリアという大規模なショッピングモールも開業した。このグレンデール・ガレリアには、1983年にパンダエクスプレスの1号店が開店した。市の中心部には近代的な高層ビルが建ち、ネスレの米国本部をはじめ、シティグループやシグナなどの大企業もオフィスを置くようになった。これに加え、2008年には、屋外型ショッピングモールと集合住宅の複合施設である「アメリカーナ・アット・ブランド」も開業した。

## 地理

ロサンゼルス郡内の位置

グレンデールは北緯34度10分15秒 西経118度15分0秒 / 北緯34.17083度 西経118.25000度に位置している。アメリカ合衆国統計局によると、グレンデール市は総面積79.4km²（30.7mi²）である。そのうち79.3km²（30.66mi²）が陸地で0.1km²（0.04mi²）が水域である。総面積の0.13%が水域となっている。市は起伏に富んだ地形であるが、市中心部では標高159mである。
グレンデールはサンフェルナンド・バレー東部にあり、サンガブリエル山脈西端の山嶺に市街地が広がっている。市の西はバーバンクに、東はパサディナに、また北西と南はロサンゼルス市域に直に接している。ロサンゼルスの中心部からグレンデールへは北へ10キロメートルである。
グレンデールの気候はロサンゼルス都市圏の多くの地域同様、乾燥して暑い夏と、温暖かつ湿潤な冬に特徴付けられる。サンタモニカなどの沿岸部やロサンゼルスのダウンタウンに比べると、やや内陸に入るグレンデールやパサディナなどでは夏の最高気温が高くなる。年間降水量は500ミリメートルほどであるが、降水はほとんど冬に集中し、夏にはほとんど雨の降らない日が続く。ケッペンの気候区分では地中海性気候（Cs）に分類される。

## 政治
グレンデールの市議会は5名の議員からなり、5名全員が得票数順に選出される。議員の任期は4年である。市長は5名の議員が持ち回りで務める。なお、グレンデールはシティー・マネージャー制を採っているため、市の行政を執行し、責任を負うのは市議会から選出されたシティー・マネージャーであり、市長は市議員としての通常の業務のほかには、市議会の議長や各種の儀礼的な職務を遂行するにとどまる。
グレンデールのシティー・マネージャーにはシティー・マネージャー補佐とシティー・マネージャー代理がそれぞれついている。その下には、公共事業局、財務局、人事局、開発サービス局、都市計画局、住宅開発局、情報サービス局、公園・レクリエーション・コミュニティサービス局、図書館サービス局の各局が設置されている。また、グレンデール市警察、グレンデール市消防局もシティー・マネージャーの管理下に入っている。
グレンデールは隣接するバーバンクやパサディナと共に、アメリカ合衆国下院のカリフォルニア第29選挙区に属している。また、カリフォルニア州上院では第21選挙区に、州下院では第38選挙区および第43選挙区にそれぞれ属している。

## 教育

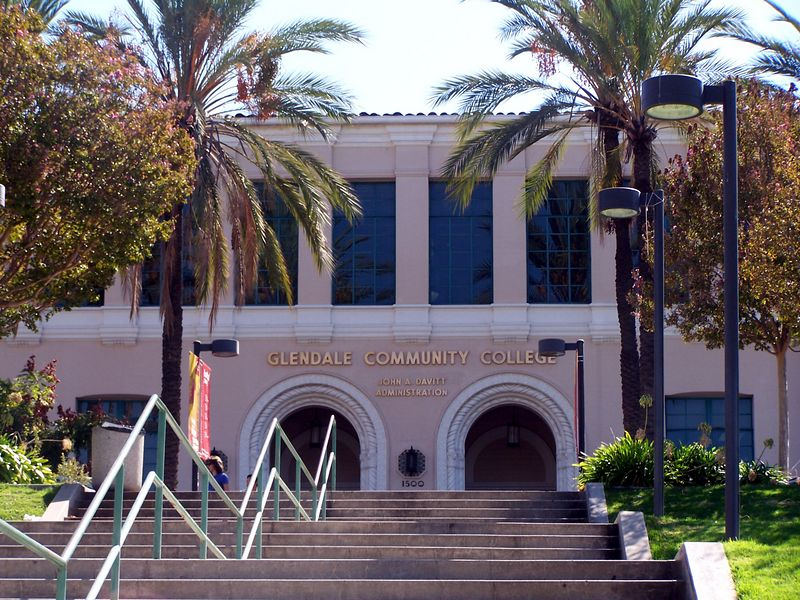
グレンデール・コミュニティ・カレッジ

グレンデールには4年制大学は存在しないが、20,000人以上の学生を抱えるコミュニティ・カレッジ、グレンデール・コミュニティ・カレッジがある。このコミュニティ・カレッジは市の中心部から北東約4キロメートル、グレンデール・ハイウェイ沿いに本部キャンパスを構えるほか、市の中心部にもガーフィールド・キャンパスという小規模な校舎を有している。本部キャンパスは2年制大学としての認定を受けており、準学士の学位を授与している。一方、ガーフィールド・キャンパスは学位を授与しない生涯学習プログラムを開講している。
グレンデールにおけるK-12課程はグレンデール総合学区の運営する公立学校によってまかなわれている。この学区は小学校20校、中学校4校、高等学校5校を抱えている。同学区の小学校では幼稚園児から6年生までの児童を、中学校では7・8年生の生徒を、また高等学校では9-12年生の生徒を教育している。これらの公立学校のほか、グレンデール市内には主に教会系の私立学校も存在する。市内の一部の公立校では通常課程の50%から90%を生徒が選択したスペイン語、ドイツ語、イタリア語、フランス語、アルメニア語、韓国語、そして日本語を用いて受けることができるデュアル・ランゲージ・イマージョン・プログラムが行われている。2017年現在、同校区内で日本語を選択できるのは小学校2校(Dunsmore Elementary SchoolおよびVerdugo Woodland Elementary School)および中学校1校(Wilson Middle School)で、将来的に高校(Glendale High School)まで継続してプログラムを選択できる予定である。Verdugo Woodland Elementary Schoolの日英二カ国語イマージョン教育プログラムについては、2010年秋学期から開始され、2012年には国際交流基金の助成金を獲得したほか、2014年度から2カ年の間、国際交流基金と米国ローラシアン協会の共催による若手日本人教育アシスタントの派遣も行われた。

## 文化

### グレンデール交響楽団
かつてハリウッド映画の全盛期20世紀前半には、ロサンジェルスとその近郊都市には優れたミュージシャンが多く居住していた。彼らの生業は映画音楽の演奏と録音であったが、彼らはそれだけには飽きたらず、グレンデールにクラシック音楽を演奏するための自主的団体としてグレンデール交響楽団を1924年に結成した。1950年代から70年代にかけてこの交響楽団の指導者であり音楽監督であったのは、映画音楽の作曲、クラシック音楽のポピュラー名曲の編曲や指揮で著名であったカーメン・ドラゴンである。ドラゴンの指揮のもとでグレンデール交響楽団は、ハリウッド・ボウル交響楽団、ハリウッド･ボウル･ポップス管弦楽団、キャピトル交響楽団と言った多くの変名を使用して(結成時のメンバーが各映画会社と専属契約を行っていた為と言われている)、ポピュラーからクラシックまで多くの録音をおこなった。また、ブルーノ・ワルターの指揮するコロンビア交響楽団もその実態はグレンデール交響楽団と重複しているところが多かったと言われている。録音に際しては覆面オーケストラとして録音していたが、1979年にカーメン･ドラゴン&グレンデール交響楽団でorindaレコードにLPアルバム｢The Bee Gees'Music｣(品番ORC-500)の録音を行っている。また2009年には演奏会の模様の一部をyoutube等にアップロードしている(タイトル｢Glendale symphony orchestra｣で2019年現在試聴可能)｡　日本では現在でもグレンデール交響楽団は臨時編成の団体、既に解散して存在していない団体等の記述を見かけるが、2019年現在も活動をしている現役の団体である(当交響楽団ホームページ･アドレスwww.sonyabailey.net/sites/gso_php_site_aboutus.php)｡同地域ではグレンデール交響楽団の他にグレンデール･フィルハーモニー管弦楽団等複数の団体が活動を行っている｡

## 交通
ロサンゼルス都市圏の空の玄関口となっているロサンゼルス国際空港（IATA: LAX）へは、グレンデールの中心部からは南西へ約45キロメートルである。この空港はロサンゼルス都市圏の第1空港というのみにとどまらず、国内各都市への便や国際線、特に太平洋路線と南米路線が多数発着し、それらの便をつなぐ連接点としての役割も果たしている。グレンデールに最も近い空港は市の北西約13キロメートル、西隣のバーバンク市に立地するハリウッド・バーバンク空港（IATA: BUR、旧称ボブ・ホープ空港）である。この空港には国際線こそ発着していないものの、ダラス・フォートワースやニューヨーク・JFKなどのアメリカ南部、東部のハブ空港と連絡している。

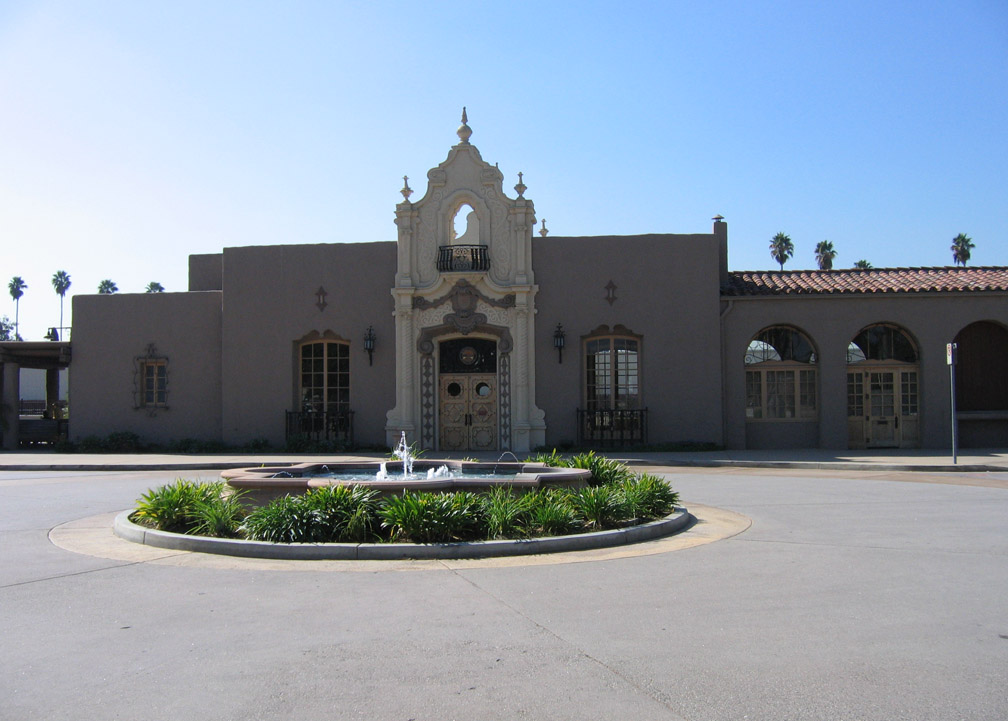
グレンデール駅

ロサンゼルス都市圏内に張り巡らされているフリーウェイ網はグレンデールもカバーしている。市中心部の南西にはゴールデン・ステート・ハイウェイ（州間高速道路5号線）が、南東にはグレンデール・ハイウェイ（カリフォルニア州道2号線）が、また北にはベンチュラ・ハイウェイ（カリフォルニア州道134号線）がそれぞれ走っており、市中心部はこの3本のフリーウェイに囲まれている。市域北側にはフットヒル・ハイウェイ（州間高速道路210号線）が走っている。
グレンデール駅（en:Glendale Transportation Center）にはアムトラックの長距離列車、パシフィック・サーフライナー号が停車する。この駅はグレイハウンドのバスターミナルとしても使われている。また、この駅には、南カリフォルニア地域鉄道局が運営する通勤鉄道・メトロリンクのベンチュラカウンティラインとアンテロープバレーラインが通る。市の南西部、フォレスト・ローン・メモリアル・パークの近くに立地するこの駅は200台の駐車場を備えており、パーク・アンド・ライドが可能であるほか、メトロバスやグレンデール・ビーライン（ともに後述）も利用可能である。1923年に建てられたスパニッシュ・ミッション様式のグレンデール駅舎は、1997年に国家歴史登録財に登録された。
グレンデール市内における公共交通機関は主に路線バスによってカバーされている。ロサンゼルス郡都市圏交通局が運営するメトロバスは、ダウンタウンとグレンデールを結ぶシャトル603系統、ハリウッドとパサディナを結ぶ快速780系統、ダウンタウンとバーバンクを結ぶ快速794系統をはじめ、何系統かのバスがグレンデールを通っている。このほか、グレンデール市内にはメトロバスとは別に、グレンデール市当局によって運営されているグレンデール・ビーラインと呼ばれるバスが走っている。

## 人口動態
2010年の統計ではグレンデールの人種構成は、白人136,226人（71.1％）、黒人2,573人（1.3％）、アメリカ先住民531人（0.3％）、アジア系31.434人（16.4％、そのうちフィリピン人6.9%、韓国人5.4%、中国人1.3%）、太平洋諸島が0.1％、その他民族が12,146人（6.3％）、複数民族の混血が8,687人（4.5％）であった。 ヒスパニック系は33,414人（17.4％）であった。 非ヒスパニック系白人は人口の61.5％であった。

### アルメニア系住民とその影響

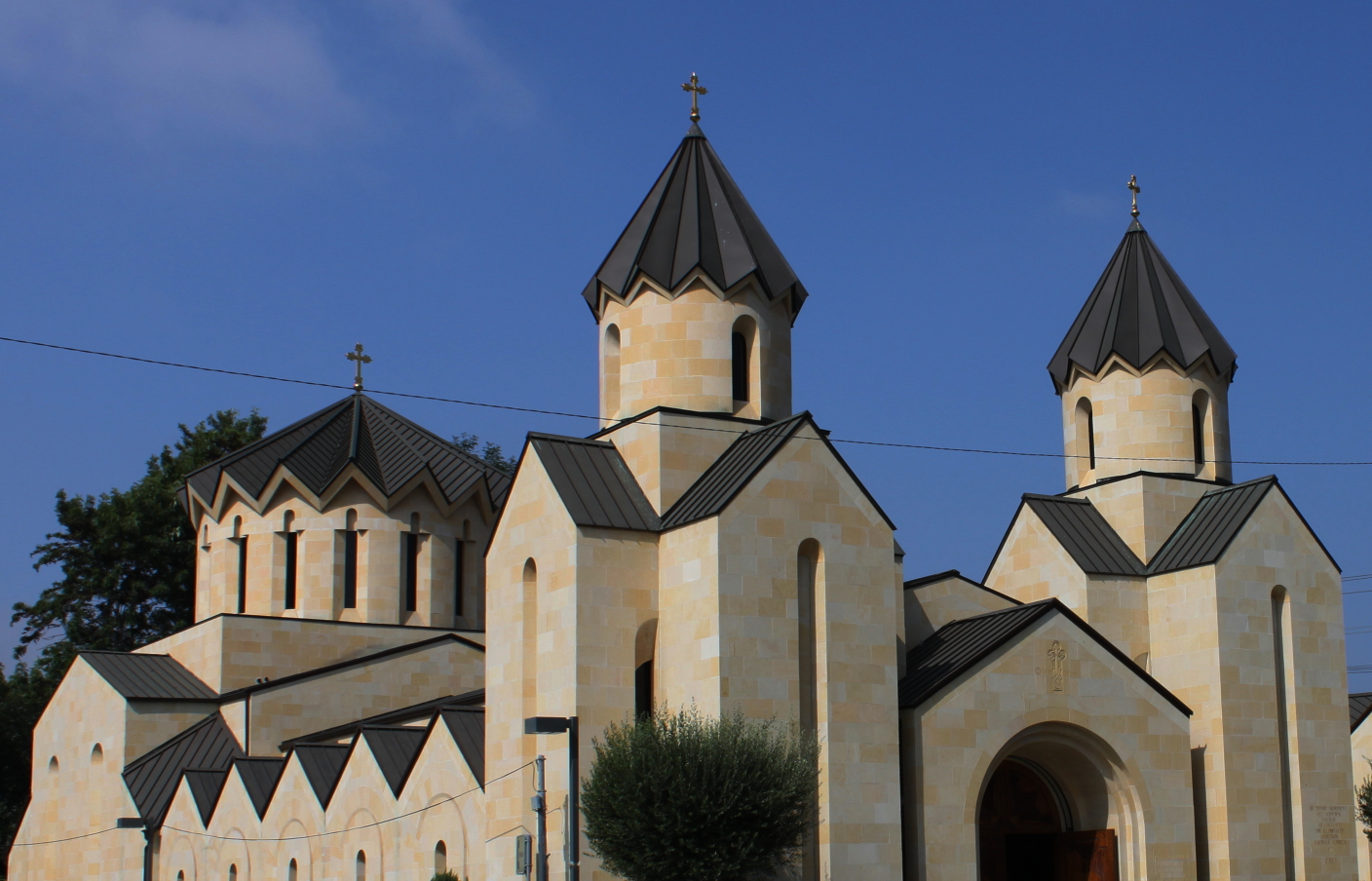
聖グレゴリオ・アルメニア・カトリック教会

2000年国勢調査によると、グレンデールには53,860人のアルメニア系住民が住んでいる。これはロサンゼルスに次いで全米で2番目に多い数である。アルメニア系住民がグレンデール市の当時の総人口194,973人に対して占める割合は27.6%にのぼり、また国勢調査にて判明しているアルメニア系住民385,488人のうち14.0%がグレンデール市内に住んでいることになる。
グレンデールへのアルメニア系住民の移民は1920年代に既に始まっていたが、急増したのは1970年代に入ってからであった。グレンデール市内におけるアルメニア系住民の結束は固く、起業したり、アルメニア系学校を設立したり、民族・文化組織がサポートをしたりしている。
また、アルメニア系住民は政治にも影響を及ぼしている。2009年現在、グレンデール市議会の市議員5名のうち1名はアルメニア系である。また、歴代の市長にもアルメニア系住民が就任した例が複数回ある。グレンデールを含むカリフォルニア第29選挙区から当選した連邦下院議員アダム・シェリフは、この地域のアルメニア系住民の影響力を反映し、アルメニア系アメリカ人に関する諸問題のリーダー的存在となっている。シェリフは19世紀末から20世紀初頭にかけてのアルメニア人虐殺を認知し、事後処理を進めさせる下院第106号法案を推し進め、2007年10月11日に採択へとこぎつけた。

### 人口推移
以下にグレンデール市における1910年から2010年までの人口推移をグラフおよび表で示す。
| 統計年 | 人口      |
| ------ | --------- |
| 1910年 | 2,746人   |
| 1920年 | 13,536人  |
| 1930年 | 62,736人  |
| 1940年 | 82,582人  |
| 1950年 | 95,702人  |
| 1960年 | 119,442人 |
| 1970年 | 132,664人 |
| 1980年 | 139,060人 |
| 1990年 | 180,038人 |
| 2000年 | 194,973人 |
| 2010年 | 191,719人 |

## 姉妹都市
グレンデールは以下6都市と姉妹都市提携を結んでいる。全米国際姉妹都市協会（Sister Cities International）加盟都市。
- カパン（アルメニア）
- トラケパケ（メキシコ）
- 東大阪市（日本・大阪府）
- ロサリトビーチ（メキシコ）
- 固城郡（韓国）
- 金浦市（韓国）

## 日本との関係

### 慰安婦像
2013年7月、第二次世界大戦における慰安婦問題で、当市の公園に慰安婦像が建立された。アメリカのニューヨーク州ウエストバリー、ニュージャージー州のパリセイズ・パークとハッケンサックで慰安婦の碑が建立された例があったが、アメリカで慰安婦像の建立は初めてであった。日本の外務省は「米国内における慰安婦像あるいは碑の設置というものが我が国政府の立場やこれまでの取り組みと相入れない、極めて残念なことであるというように受けとめております。」と表明している。
当市の人口19万4000人のうち1万2000人が韓国系であるが、そのほとんどは大韓民国建国後の移住であり、いまなお韓国を祖国として意識する傾向が強いのに対して、日系アメリカ人は戦前期に移住した者（一世）とその子孫（二世以下）の人々が中心であり、大日本帝国の戦争犯罪をめぐる議論に積極的にコミットする理由がない。むしろ、真珠湾攻撃を契機として敵性外国人とみなされ迫害された過去があることから、そのような議論に関与しようという動機は稀薄である。慰安婦像建立に反対している日系人は、戦後に米国籍を取得した者が多く、日系人全体のなかではごく少数に過ぎない。そのため、従軍慰安婦問題については韓国系アメリカ人の意向が通りやすい状況にある。ソウル訪問歴もあるアルメニア系のフランク・クィンテロ(Frank Quintero)前市長が設置を決定し、デイブ・ウィーバー(Dave Weaver)現市長は設置に反対していた経緯がある。市のホームページには、東大阪市が設置に賛成したかの記述があり、東大阪市は抗議文を送ったが、市の回答文書にはその点について一切触れられず、ホームページの訂正も行われなかった。そのため東大阪市は姉妹都市提携の解消も検討している。カリフォルニア州在住の日本人目良浩一（国籍は日本）らはグレンデール市を相手取って、慰安婦像の撤去を求める訴訟を起こしたが、「原告側は、像があることによって、日本人が『いづらい』というが、そんな人間に慰安婦の気持ちが分かるわけがない」と批判し、特に推進派のフリードマン市議は「外交問題ではなく、女性の人権問題。私は市議として、原告と戦う。訴訟は取り消されるだろう」と全面的に争う姿勢を見せた。2014年日系の住民が撤去を訴えるも敗訴、続く二審も敗訴し最高裁判所に上告するも訴えを退けられ敗訴が確定した。